# Función de correlación (teoría cuántica de campos)
En teoría cuántica de campos, la función de correlación de n puntos se define como el promedio funcional del producto de n campos cuánticos en diferentes posiciones
{\displaystyle C_{n}(x_{1},x_{2},\ldots ,x_{n}):=\left\langle \phi (x_{1})\phi (x_{2})\ldots \phi (x_{n})\right\rangle ={\frac {\int {\mathcal {D}}\phi \;e^{-S[\phi ]}\phi (x_{1})\ldots \phi (x_{n})}{\int {\mathcal {D}}\phi \;e^{-S[\phi ]}}}}
Para funciones de correlación dependientes del tiempo, se debe incluir el operador de orden temporal {\displaystyle T}.
La función de correlación de n=2 puntos {\displaystyle C_{2}(x,y)} se puede interpretar físicamente como la amplitud de propagación de una partícula entre y y x. En la teoría libre, es simplemente el propagador de Feynman. A veces se emplea el término de función de Green para referirse a cualquier función de correlación y no solamente a las funciones de correlación de dos puntos.